# Flugplatz Rinteln

i7
i11
i13
Der Flugplatz Rinteln (ICAO-Code: EDVR) ist ein Verkehrslandeplatz südwestlich von Rinteln in Niedersachsen. Der Flugplatz wird überwiegend für Segelflugzeuge und kleine Motorflugzeuge benutzt.